# Interdentalkeil
Ein Interdentalkeil ist ein zahnärztliches Hilfsmittel, das in den Zahnzwischenraum (Interdentalraum) eingebracht wird, um eine bessere Adaptation von Matrizenbändern bei Füllungen zu gewährleisten und eine anatomisch korrekte Form der Füllung zu ermöglichen. Ebenso kann damit ein Schutz des Nachbarzahns während der Kavitätenpräparation durch eine Schutzmatrize erfolgen, die durch einen Interdentalkeil fixiert wird.
Sie können auch dazu dienen, die Zähne leicht voneinander zu separieren, um mehr Platz für die Füllung zu schaffen und eine anatomisch korrekte Form zu ermöglichen. Durch diese Anpassung der Matrize wird verhindert, dass Füllungsmaterial in den Zahnzwischenraum fließt und dort einen Überhang bildet.
Einige Interdentalkeile sind speziell beschichtet oder geformt, um das Zahnfleisch zu schonen und um Verletzungen vorzubeugen. Die konkaven Seitenflächen der Keile passen sich der Zahnzwischenraumform an. Die Spitze des Keils ist oft abgerundet oder aufgebogen, um das Einführen zu erleichtern und um Verletzungen der  Papillen (Zahnfleisch) zu vermeiden.
Interdentalkeile sind in verschiedenen Größen erhältlich, die farbcodiert sind. Dabei ist zu bedenken, dass die Interdentalräume eine natürliche Keilform haben. Diese Keilform erstreckt sich vom Knochenseptum bis zur Kauebene.

## Arten von Interdentalkeilen

### Holzkeile
Traditionell werden Holzkeile (überwiegend aus Ahorn) verwendet, die eine gute Anpassungsfähigkeit und Stabilität bieten. Ahorn bietet den Vorteil, dass das Holz nicht splittert. Hickoryholz wurde gelegentlich wegen seiner guten Quellfähigkeit benutzt.

### Gummikeile
Auch Gummikeile können zum Separieren benachbarter Zähne in den Interdentalraum eingeführt werden.

### Kunststoffkeile
Durchsichtige Kunststoffkeile sind oft anatomisch geformt und bieten eine gute Anpassung sowie Transparenz für die Sichtkontrolle während der Füllung.

### Keile mit Aluminiumsulfat
Mit Aluminiumsulfat beschichtete Interdentalkeile haben eine adstringierende Wirkung auf das Zahnfleisch und können damit Zahnfleischbluten vorbeugen.

## Abrechnung
Wird ein Interdentalkeil beim Präparieren oder Füllen dazu verwendet, zwischen zwei Zähnen eine Raumbeschaffung zu erzielen, um störendes Zahnfleisch zu verdrängen oder um das Separieren zu ermöglichen, darf die BEMA-Nr. 12 (je nach Punkwert etwa 10–11 €) in der vertragszahnärztlichen Abrechnung in Ansatz gebracht werden. In der Privatabrechnung ist das Einbringen eines Interdentalkeils jedoch mit der in der Leistungsbeschreibung der plastischen Füllungen nach den GOZ-Nrn. 2050, 2070, 2090 und 2110 als das Benutzen anderer Hilfsmittel zur Formung der Füllung ausdrücklich beschrieben und daher nicht zusätzlich berechenbar.